# Острів Браузера
О́стрів Бра́узера (рос. Остров Браузера) — невеликий острів у затоці Петра Великого Японського моря. Знаходиться за 170 м від берега бухти Силач біля селища Зарубино. Адміністративно належить до Хасанського району Приморського краю Росії.

## Географія
Острів розташований у внутрішній бухті Силач бухти Трійці, навпроти морського порту селища Зарубино. Має вузьку та видовжену форму, довжина 380 м, ширина 40 м. На острові встановлений маяк для полегшення судноплавства.